# Coronacrisis in Denemarken
De coronacrisis in Denemarken bereikte het vasteland van Denemarken op 27 februari 2020. Toen werd de eerste besmetting met het virus SARS-CoV-2 bevestigd. Per 6 april 2020 waren er 4.681 bevestigde besmettingen in Denemarken. Hieronder waren 187 sterfgevallen, 1.378 mensen waren inmiddels hersteld van de infectieziekte COVID-19. 503 mensen waren opgenomen in het ziekenhuis, van wie er 139 op de intensive care lagen.

## Tijdlijn

Aantal besmettingen (blauw) en doden (rood) door COVID-19. De stippellijnen geven het dagelijkse verschil aan.

Op 27 februari 2020 maakte Denemarken bekend dat de eerste besmetting was vastgesteld. De man in kwestie werd samen met zijn familie in quarantaine geplaatst.
Op 4 maart 2020 stond de teller op 10 besmettingen in het land. Op 9 maart was het aantal besmettingen opgelopen tot 90, waarvan 1 patiënt hersteld.

### Faeröer
Op 4 maart 2020 werd de eerste besmetting van het virus op de eilandengroep de Faeröer gemeld. De Faeröer vormen een autonome regio binnen het Koninkrijk Denemarken.

### Groenland
Op 16 maart 2020 werd de eerste besmetting op Groenland, een autonoom gebied binnen het Koninkrijk Denemarken, bevestigd.

### Maatregelen
Op 11 maart 2020 legde de overheid aan de Denen diverse maatregelen op om verspreiding van het coronavirus te voorkomen. Zo gingen scholen dicht, werden alle bijeenkomsten met meer dan tien personen verboden, gingen de landsgrenzen dicht en sloten sommige bedrijven.

### Afbouw maatregelen
Op 15 april 2020 werden de eerste maatregelen versoepeld. De kinderopvang werd weer geopend en kinderen van elf jaar en jongeren mogen weer naar school.
Vanaf 20 april 2020 mochten rijlessen weer plaatsvinden en gingen kapsalons, tandartsenpraktijken, tatoeagestudio's en massagesalons weer open.
Met ingang van 10 september 2021 werden alle resterende coronamaatregelen geschrapt.

### Nertsen
Op 4 november 2020 besloot de Deense regering alle 17 miljoen nertsen te ruimen na besmettingen van de dieren met een coronavirusvariant.